# 歐洲羽聯巡迴賽
歐洲羽聯巡迴賽（英語：Badminton Europe Circuit；），為歐洲羽毛球聯合會自1987年起設立的一系列賽事。歐洲羽聯巡迴賽包含所有在歐洲舉辦的世界羽聯第三等別賽事（包括：國際挑戰賽、國際系列賽及未來系列賽），這些賽事並不限制參賽選手所屬協會，除了為參賽選手提供世界排名積分，也同時為歐洲選手提供歐洲排名積分:1。
若有企業願意提供足夠贊助，歐洲羽聯會不定期舉辦歐洲羽聯巡迴賽年終賽，目前曾經舉辦過6次年終賽，最後一次舉辦為2009/10賽季。

## 賽事積分
各級比賽提供的世界排名点数將依据下列方式分配予單打選手/双打组合:4：
| 賽事等級   | 冠軍  | 亞軍  | 4強   | 8強   | 16強  | 32強 | 64強 |
| ---------- | ----- | ----- | ----- | ----- | ----- | ---- | ---- |
| 國際挑戰賽 | 4,000 | 3,400 | 2,800 | 2,200 | 1,520 | 920  | 360  |
| 國際系列賽 | 2,500 | 2,130 | 1,750 | 1,370 | 920   | 550  | 210  |
| 未來系列賽 | 1,700 | 1,420 | 1,170 | 920   | 600   | 350  | 130  |